# Defibrillatore cardiaco impiantabile

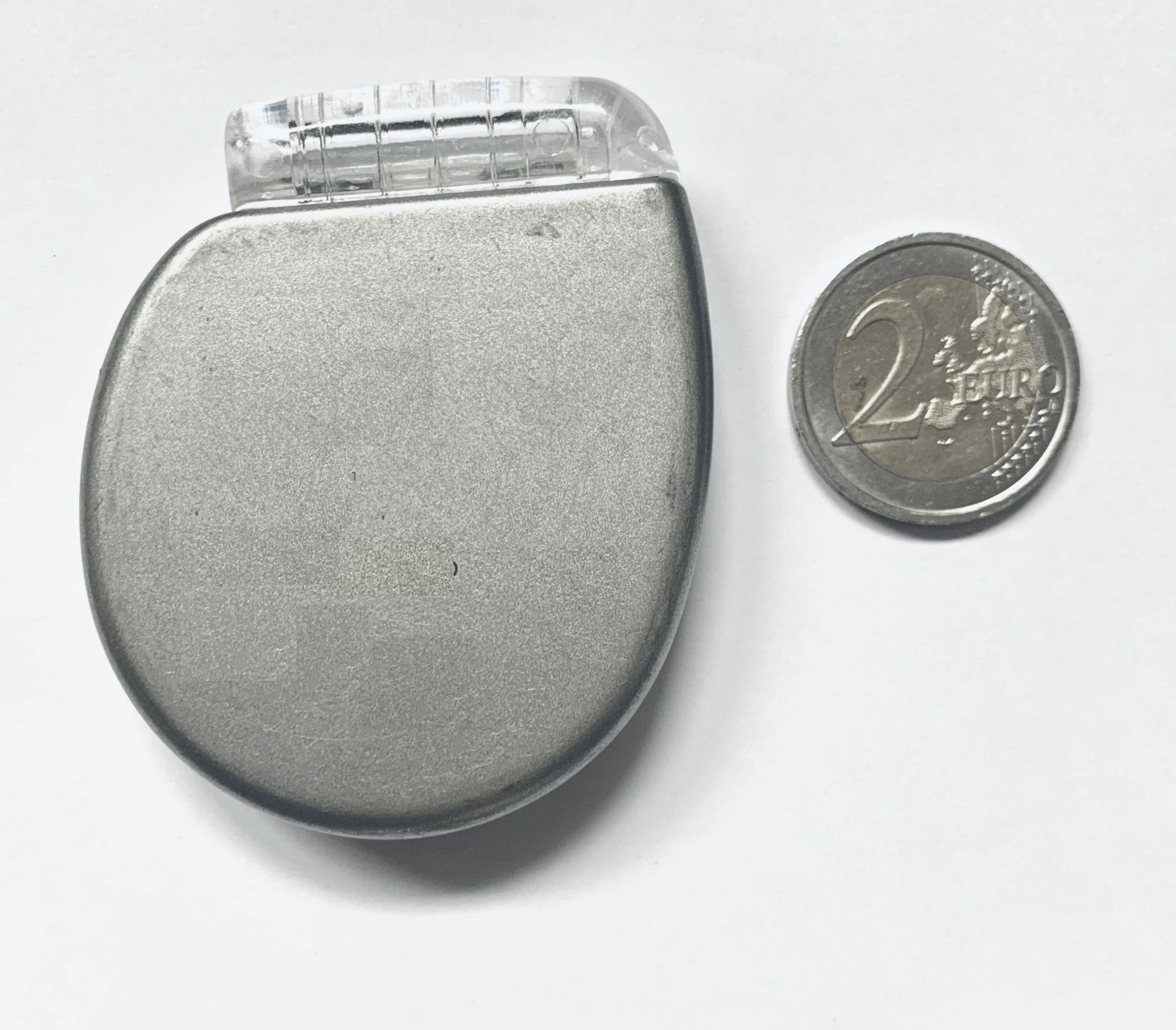
Defibrillatore cardiaco impiantabile

Il defibrillatore cardiaco impiantabile (in inglese Implantable Cardioverter-Defibrillator o ICD) è un dispositivo elettronico medicale estremamente sofisticato, utilizzato nei pazienti a rischio di morte cardiaca improvvisa.
Il suo scopo primario è il riconoscimento e il trattamento automatico rapido di aritmie potenzialmente pericolose per la salute immediata del paziente; inoltre le principali tipologie di defibrillatori integrano la funzione di pacemaker, cioè sono in grado di stimolare il cuore, trattando le bradicardie.

## Storia
Il progetto degli ICD fu sviluppato presso una struttura ospedaliera di Baltimora (USA) a cui collaborarono fra gli altri Michel Mirowski e Mir Imran intorno al 1970, anche se il loro primo intervento risale a circa dieci anni prima.

## Funzionamento
Il funzionamento del defibrillatore impiantabile si basa essenzialmente su due fasi entrambe automatiche: il riconoscimento della presenza di un'aritmia e il trattamento dell'aritmia stessa, effettuato con una stimolazione ad alta frequenza e/o con l'erogazione di uno shock elettrico (o scarica elettrica) di defibrillazione.
Entrambe le fasi si basano sulla programmazione del dispositivo che viene effettuata da un cardiologo aritmologo, in collaborazione con un bioingegnere, al momento dell'impianto del dispositivo o durante uno dei vari controlli ambulatoriali a cui il paziente viene sottoposto periodicamente dopo l'impianto.
Con la programmazione del defibrillatore il medico stabilisce quali aritmie debbano essere considerate pericolose (per es. in base alla frequenza più o meno rapida) e quindi vadano trattate dall'ICD; inoltre stabilisce le tipologie di trattamento da erogare per le varie aritmie.
Il riconoscimento dell'aritmia è il processo in cui il defibrillatore rileva un'aritmia (es. rileva una frequenza superiore al limite programmato dal cardiologo), successivamente analizza il battito cardiaco per distinguere le aritmie fisiologiche (ad esempio una tachicardia dovuta a uno sforzo fisico) da quelle patologiche/pericolose e in questo secondo caso inizia l'applicazione delle terapie, secondo quanto programmato.
Nella fase di trattamento, la prima terapia che viene erogata è spesso la stimolazione ad alta frequenza, chiamata ATP (dall'inglese, Antitachicardia Pacing): è una terapia indolore per il paziente, particolarmente efficace in caso di tachicardie ventricolari. Il defibrillatore è in grado di ripeterla più volte, a seconda del modo in cui è stato programmato e auspicabilmente fino alla terminazione della tachicardia. Basa la sua efficacia sulla capacità di stimolare il cuore a una frequenza più rapida della tachicardia presente, per poi ricondurlo alla normale frequenza. Un esempio di ATP è il cosiddetto burst, cioè una sequenza di 8-10 impulsi elettrici, emessi a una frequenza più veloce del 15-20% rispetto alla tachicardia che deve essere trattata.

Tracciato ECG che evidenzia una scarica di un ICD per ripristinare un ritmo normale

Lo shock elettrico di defibrillazione è invece l'emissione di un impulso elettrico estremamente rapido a elevato voltaggio (usualmente di circa 800 V).
Lo shock elettrico è la terapia più "aggressiva" erogabile da un defibrillatore cardiaco impiantabile e viene generalmente utilizzato in presenza di una tachicardia ventricolare che non sia stata risolta in precedenza con uno o più ATP, oppure in presenza di tachicardie più pericolose che vadano trattate nel più breve tempo possibile per scongiurare esiti fatali, come per esempio la fibrillazione ventricolare.
Quando tale shock viene erogato in sincronia con il battito cardiaco, viene denominato cardioversione (vedasi anche la procedura di cardioversione).

## Indicazioni
Lo scopo dell'impianto di un ICD è quello di prevenire la morte aritmica per tachicardia ventricolare o per fibrillazione ventricolare.
I pazienti candidati all'impianto di un ICD sono quindi coloro a maggiore rischio di insorgenza di queste aritmie. Possono essere distinti in tre categorie:
- pazienti affetti da disfunzione sistolica con bassa frazione di eiezione (< 35%), in particolare in presenza di pregressa cardiopatia ischemica e/o scompenso cardiaco sintomatico (prevenzione primaria);
- pazienti sopravvissuti a un primo arresto cardiaco dovuto a tachicardia ventricolare o a fibrillazione ventricolare in assenza di cause scatenanti (prevenzione secondaria);
- pazienti che presentano condizioni cliniche rare ma ad alto rischio di morte cardiaca improvvisa, quali la sindrome del QT lungo,[5] la sindrome di Brugada, la displasia aritmogena del ventricolo destro, cardiomiopatia ipertrofica.

Per quanto riguarda la presenza di tachicardia ventricolare idiopatica, si deve procedere all'ablazione transcatetere prima di impiantare il defibrillatore.

## Struttura

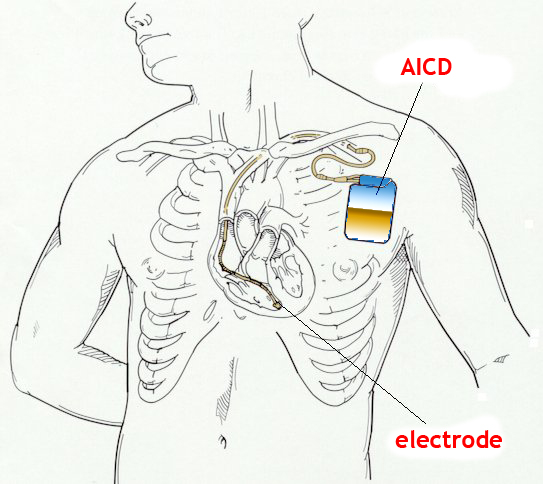
Schema di impianto di un ICD

Il defibrillatore cardiaco impiantabile è un dispositivo costituito da una cassa in titanio contenente:
- Circuito elettronico, che ha una diversa struttura interna rispetto ai pacemaker;
- Condensatori, necessari ad accumulare in pochi secondi l'energia necessaria a erogare lo shock elettrico;
- Batteria, che alimenta sia le funzioni di base, sia i condensatori nel momento dello shock;
- Memoria, necessaria a registrare tutti gli episodi di aritmie riconosciute dal defibrillatore, in modo da permettere le opportune valutazioni da parte del medico;
- Microprocessore, che ha il compito di coordinare tutto l'insieme.[6]

A tale cassa sono connessi uno o più elettrodi che consentono l'interfaccia con le camere cardiache. 

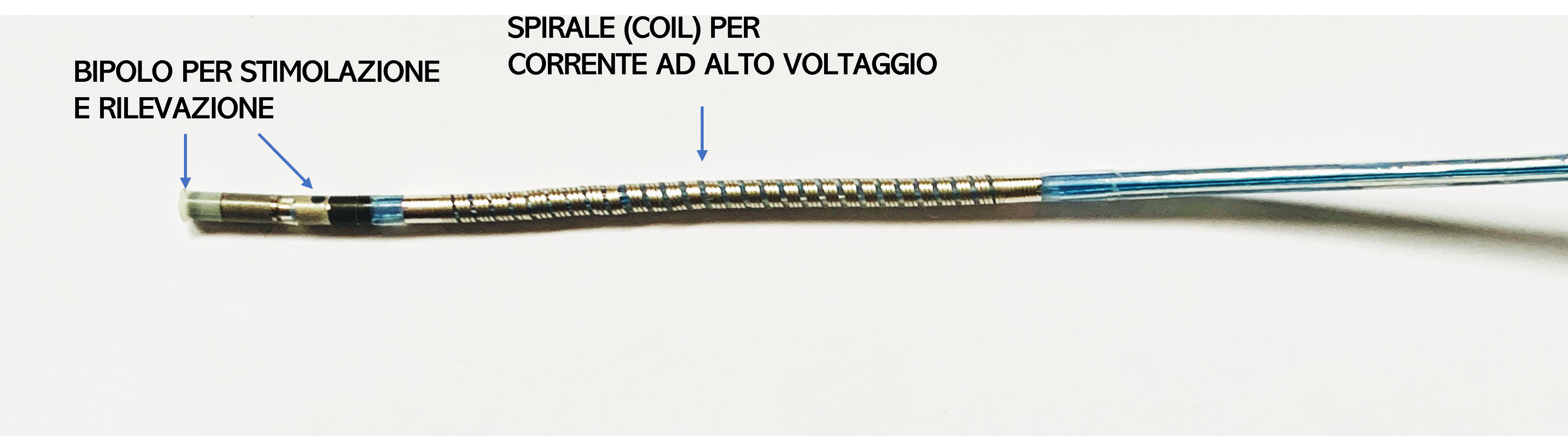
Particolare di elettrodo da defibrillazione

Un ruolo peculiare e imprescindibile è quello svolto dall'elettrodo da defibrillazione che nei defibrillatori transvenosi è posizionato in ventricolo destro: tale elettrodo possiede un dipolo in punta che permette di rilevare il segnale ventricolare (sui cui si baserà il riconoscimento delle aritmie e il funzionamento come pacemaker) e permette di stimolare il cuore (in caso di bradicardie e in caso di ATP). Inoltre tale elettrodo possiede uno avvolgimento (in casi più rari, due), detto coil dall'inglese, attraverso il quale viene erogata la corrente di shock che, dopo essere passata attraverso il cuore, rientra attraverso la cassa in titanio del dispositivo (che per tale motivo viene detta attiva).

## Tipologie di defibrillatori impiantabili
Esistono vari tipi di defibrillatori impiantabili e la scelta di quale utilizzare dipende dalle motivazioni per le quali è utilizzato e dalle specificità del paziente.

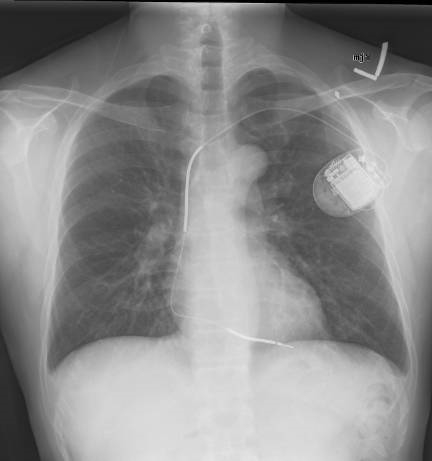
Raggi X mostrano la presenza di un ICD transvenoso

### Defibrillatori transvenosi
La maggior parte dei defibrillatori impiantabili utilizzati oggi sono transvenosi, cioè l'elettrodo ventricolare da defibrillazione e gli eventuali ulteriori elettrodi arrivano al cuore tramite il sistema venoso, analogamente ai pacemaker, generalmente utilizzando come accesso la vena succlavia o l'ascellare o la cefalica sinistre.
Si può distinguere tra defibrillatori transvenosi monocamerali (dotati solo dell'elettrocatetere da defibrillazione, posizionato nel ventricolo destro), bicamerali (in cui è presente anche un elettrocatetere nell'atrio destro) e biventricolari (in cui un terzo elettrocatetere viene aggiunto per stimolare il ventricolo sinistro al fine di effettuare una terapia di resincronizzazione ventricolare in pazienti con insufficienza cardiaca).
Gli ICD transvenosi sono dispositivi di circa 30 cc di volume e 70 g di peso e sono in grado, in caso di shock, di erogare un'energia, misurata in joule, generalmente tra i 35 e i 42 joule. Questi dispositivi integrano inoltre tutte le funzioni di un pacemaker, sono cioè in grado di rilevare l'attività autonoma del cuore e stimolarlo a fronte di bradicardie e/o asistolie.
Oltre al defibrillatore transvenoso (nelle tre tipologie descritte) vi sono altre due tipologie di defibrillatori, il defibrillatore sottocutaneo (S-ICD) e quello extra-vascolare (EV-ICD): sono paragonabili come modalità di funzionamento a un defibrillatore monocamerale, ma non utilizzano un elettrocatetere da defibrillazione transvenoso.

### Defibrillatore sottocutaneo (S-ICD)

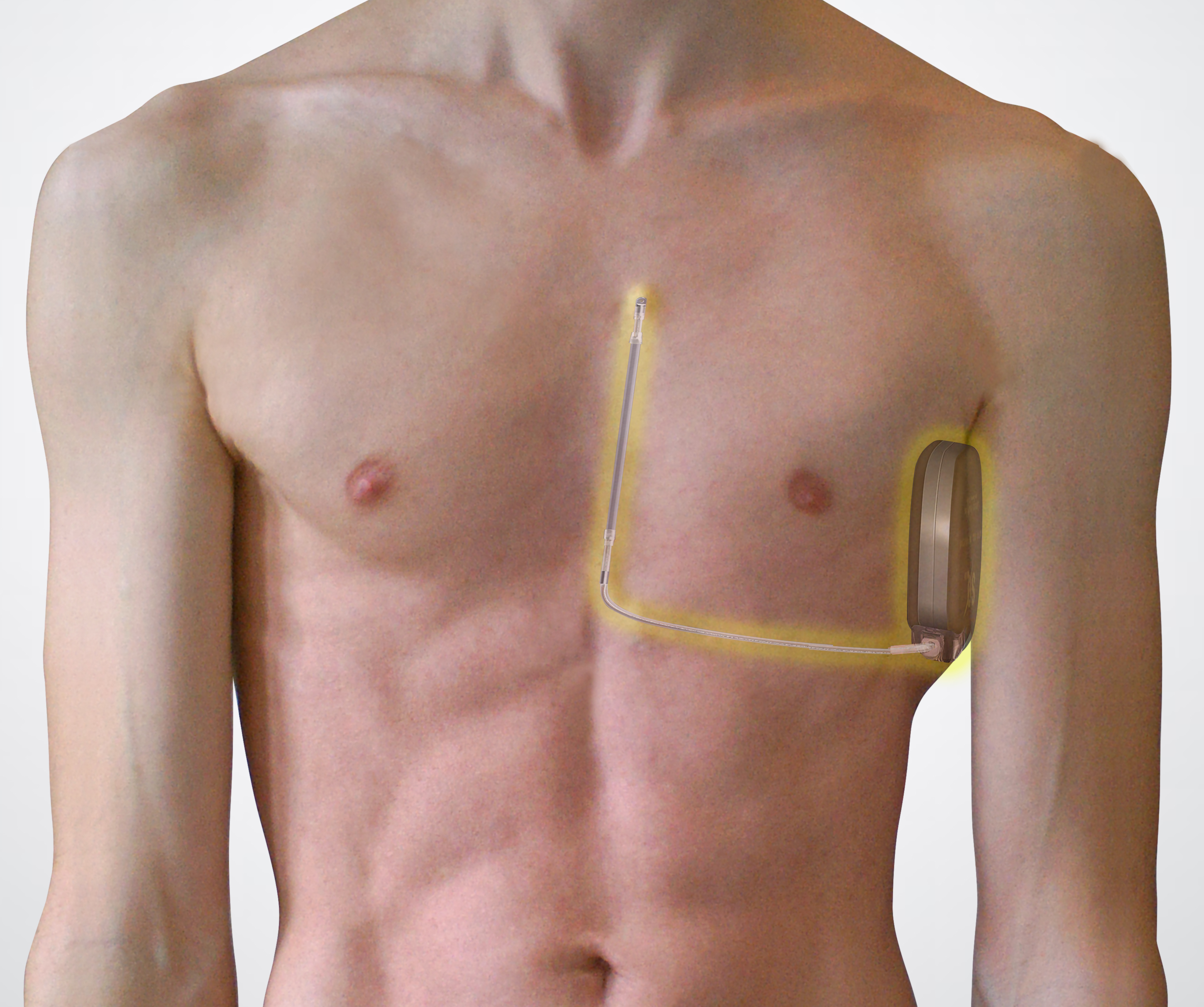

Il defibrillatore sottocutaneo (o S-ICD) è un defibrillatore impiantabile per via sottocutanea (sottopelle).
A differenza di un ICD transvenoso, in cui gli elettrocateteri sono inseriti all'interno del cuore attraverso una vena e adesi alla parete cardiaca, l'elettrocatetere dell'ICD sottocutaneo viene posizionato sottopelle, mediante punti di riferimento anatomici, in una posizione parallela allo sterno, lasciando intatti il cuore e le vene. Con tale tecnologia si semplifica significativamente la gestione di alcune complicanze che possono presentarsi nel medio-lungo termine (es. infezione o rottura dell'elettrodo con necessità di estrazione).
D'altro canto il dispositivo, normalmente posizionato nella zona sul lato sinistro del torace, esterno alla gabbia toracica, risulta più voluminoso rispetto a un defibrillatore transvenoso e necessita quindi di una procedura più complessa per ricavare l'alloggiamento necessario per contenerlo (che generalmente è sotto-muscolare).
Il funzionamento del S-ICD prevede sempre una fase di riconoscimento delle aritmie, che in questo dispositivo avviene attraverso l'analisi del segnale elettrico rilevato tra il catetere sottocutaneo e la cassa del dispositivo, e una fase di trattamento, che con il S-ICD è limitata all'erogazione di uno shock elettrico (non può erogare ATP) generalmente con un'energia di circa 80 joule.
Non avendo un elettrodo intracardiaco, in grado di stimolare il cuore, il defibrillatore sottocutaneo non integra le funzioni di un pacemaker ed è quindi utilizzabile solo in pazienti che non necessitino di stimolazione per bradicardie.

### Defibrillatore extra-vascolare (EV-ICD)
Un'altra tipologia di defibrillatore non transvenoso è il defibrillatore extra-vascolare (EV-ICD).
È concettualmente simile al S-ICD: non presenta elettrodi transvenosi, lasciando quindi intatte vene e camere cardiache, e viene posizionato sul lato sinistro del torace, al di fuori della gabbia toracica.
Differentemente dal S-ICD, l'elettrodo dell'EV-ICD si posiziona al di sotto dello sterno nella cavità del mediastino e viene quindi a trovarsi in mezzo tra lo sterno e il cuore stesso. Questo elettrodo è quindi in prossimità della parete cardiaca ed è perciò in grado di stimolarla. Grazie a questo, l'EV-ICD è in grado di erogare anche le terapie di ATP e di fornire per breve tempo una stimolazione del cuore (utile talvolta nei momenti successivi all'erogazione di uno shock); inoltre, la posizione dell'elettrodo più vicina al cuore riduce l'energia necessaria a ottenere uno shock efficace e quindi, dal punto di vista tecnico, il dispositivo ha dimensioni minori rispetto all'S-ICD grazie al fatto di poter utilizzare condensatori più piccoli, per erogare shock con energie di circa 40 joule.
La procedura di impianto di un EV-ICD è più complessa di quella del S-ICD in ragione della necessità di posizionare l'elettrodo dentro la cassa toracica, in una zona non agevole da raggiungere e di ridotte dimensioni.

## Complicanze
Le complicanze acute, dovute alla procedura di impianto, sono: dislocazione degli elettrodi, formazione di ematomi, emorragie, infezioni e, più raramente, sviluppo di pneumotorace.
Le complicanze tardive derivano in genere dalla possibilità che l'elettrodo (o gli elettrodi, se ve ne sono presenti altri oltre a quello ventricolare) possa rompersi a causa di urti o traumi o anche a causa del progressivo logoramento nel passaggio dell'elettrodo sotto la clavicola. Un'ulteriore possibile complicanza è l'infezione della tasca pettorale dove il dispositivo viene posizionato e/o degli elettrodi stessi.
Infine una complicanza che può presentarsi durante la vita con il defibrillatore è l'erogazione di terapie inappropriate da parte del dispositivo. Questo può verificarsi in presenza di aritmie complesse (che quindi il dispositivo riconosce erroneamente come pericolose), oppure in caso di rottura dell'elettrodo, oppure quando vi sono interferenze elettromagnetiche. Spesso in questi casi avviene un'erogazione di shock multipli, che può costituire un problema per l'organismo, determinando non solo uno stato di ansia nel paziente, ma anche un vero e proprio danno fisico al miocardio con peggioramento della funzione ventricolare.
In caso di intervento chirurgico, occorre disattivare l'ICD e riprogrammarlo solo a intervento terminato.

## Follow-up
Se non si registrano danni o anomalie, i dispositivi durano dai 5 ai 9 anni. Il paziente deve essere sottoposto a controlli periodici almeno ogni 6 mesi nei primi anni, per monitorarne le condizioni cliniche ma anche per raccogliere informazioni attraverso il dispositivo stesso.

## Funzioni avanzate
I defibrillatori, indipendentemente dalla tipologia, possono essere caratterizzati da funzioni avanzate, in particolare possono essere dotati di monitoraggio remoto (telemedicina) e possono essere caratterizzati dalla compatibilità con esami di risonanza magnetica nucleare.
Il monitoraggio remoto è un servizio che si realizza mediante un monitor che il paziente installa presso il proprio domicilio, e che permette di trasmettere all'ospedale/medico di riferimento i dati contenuti nel dispositivo, comprendenti dati di sicurezza (es. stato di carica della batteria, funzionamento degli elettrocateteri, ecc.) e dati diagnostici (es. episodi aritmici avvenuti, stato di compenso del paziente, presenza di fibrillazione atriale). La trasmissione dei dati avviene automaticamente dal dispositivo al monitor (mediante connessione wireless criptata) e da quest'ultimo, via GSM, al server centrale che rende poi disponibili le informazioni al medico via web. Questa funzione permette di ridurre la necessità per il paziente di controllare il funzionamento del defibrillatore presso l'ospedale e aumenta la tempestività di intervento in caso avvengano eventi significativi.
La compatibilità con esami di risonanza magnetica nucleare (o compatibilità MRI) è una recente innovazione tecnologica che permette al paziente portatore di defibrillatore di sottoporsi a esami di risonanza magnetica nucleare, esami che prima di questa innovazione erano assolutamente controindicati perché potevano generare vari problemi al defibrillatore, alcuni dei quali potenzialmente rischiosi per il paziente. La compatibilità è generalmente ristretta a esami effettuati con macchinari per risonanza con potenza di 1,5 tesla anche se alcuni dispositivi hanno recentemente introdotto anche la possibilità di effettuare esami a 3 tesla. Tra i defibrillatori compatibili con risonanza si devono poi distinguere i defibrillatori compatibili Total-Body (con i quali il paziente può essere sottoposto a esami di risonanza in qualsiasi parte del corpo) e i defibrillatori compatibili MRI con limitazioni (che generalmente limitano la possibilità di effettuare esami di risonanza escludendo il busto).

### Funzione magnete[10]
Come i pacemaker anche i defibrillatori cardiaci impiantabili sono dotati di una funzione magnete, che permette di modificarne il funzionamento attraverso il posizionamento di un magnete (generalmente ad anello) in prossimità della tasca sottocutanea dove sono collocati.
In linea di massima i pacemaker, soggetti al campo magnetico, si programmano temporaneamente in una modalità a frequenza costante (generalmente 65 bpm) e non sincrona (cioè erogano gli impulsi indipendentemente dalla presenza di eventuali impulsi autologhi), mentre i defibrillatori non modificano la modalità in cui stimolano ma invece sospendono le terapie di defibrillazione.
Il magnete a seconda del produttore può avere una differente intensità di campo minima (generalmente è di 90 gauss se misurata a 3,8 cm o 1,5 pollici dalla superficie del magnete).
Un'esposizione a intensi campi magnetici (superiori a 10 gauss o 1 mT) può attivare involontariamente la funzione del magnete.